# 室井達彦
室井 達彦（むろい たつひこ、1986年8月6日 - ）は、日本の元ラグビー選手。

## プロフィール
- 埼玉県出身[1]。
- ポジションはフッカー(HO)。
- 身長 182cm、体重 105kg
- ニックネームは管理官[2]。
- 埼玉トップリーグ選抜に選ばれたことがある[3]。

## 略歴
16歳からラグビーを始めた。
朝霞西高校卒業後、2006年、日本体育大学に入る。
2010年、日本体育大学卒業後、三洋電機ワイルドナイツ（現・パナソニック ワイルドナイツ）に加入。
2012年9月1日に行われたジャパンラグビートップリーグ第1節のリコーブラックラムズ戦にて途中出場で公式戦初出場を果たす。
2016年、現役を引退した。